# Jans der Enikel
Jans der Enikel (Jean le petit-fils) est un poète et chroniqueur viennois du XIIIe siècle. Il est né vers 1240 et mort après 1302.

## Œuvres
- Weltchronik (Chronique universelle)
- Fürstenbuch (Histoire de la ville de Vienne)

Jans a réécrit des textes provenant de plusieurs sources en ancien français, par exemple le Fabliau des trois chevaliers et du chainse de Jacques de Baisieux.